# 物价指数
物价指数是一个衡量市场上物价总水平变动情况的指数。物价总水平上升则意味着发生了通货膨胀，反之，物价总水平下降意味着通货紧缩，物价指数正是用来衡量经济中发生的通货膨胀或是通货紧缩的一个指标。如果物价指数上升过大则表明通货膨胀已成为了影响社会和经济不稳定的一个因素，央行就会有紧缩货币的政策和相关财政政策的颁布，对社会经济的发展有一定的影响。所以该指数的升高往往会对经济造成影响。物价指数是一种能够表示一个经济的宏观经济指标。

## 举例
如在半年内物价指数上升25％那么就是说成本在提高，金钱的价值在贬低。半年前的100元现在只能买到80元的物品或消费。

### 分类
- 消费物价指数
- 生产物价指数
- GDP平减指数
- 躉售物價指數

## 算法
最著名的两种算法为拉斯拜尔指数（因德国经济学家拉斯拜尔得名，简称拉氏指数）和帕舍指数（因德国经济学家帕舍得名，简称帕氏指数）：
拉氏指数算法为：
{\displaystyle I_{LA}^{P}={\frac {\sum (p_{c,t_{n}}\cdot q_{c,t_{0}})}{\sum (p_{c,t_{0}}\cdot q_{c,t_{0}})}}}
帕氏指数算法为：
{\displaystyle I_{PA}^{P}={\frac {\sum (p_{c,t_{n}}\cdot q_{c,t_{n}})}{\sum (p_{c,t_{0}}\cdot q_{c,t_{n}})}}}
其中
{\displaystyle I}为两个区间的价格水平相对指数；
{\displaystyle t_{0}}为基期，也就是设为运算基准的第一期；
{\displaystyle t_{n}}为当期，也就是计算指数的当下这一时期。
即，拉氏保持基期消费品数量不变而计算价格变动，而帕氏算法则保持当期消费品数量不变而计算价格变动。拉氏指数忽略了价格上涨后，消费者对基期消费组合的自然调整，因此可能会高估通胀水平；同理，帕氏指数以当期消费组合回溯基期并不合理，因而可能会低估通胀水平。

美国经济学家欧文·费雪则将拉氏指数和帕氏指数两者取几何平均数，称其为费雪理想指数：
{\displaystyle I_{FI}^{P}={\sqrt {I_{LA}^{P}\cdot I_{PA}^{P}}}}